# Рогачёвско-Жлобинская операция
Рогачёвско-Жлобинская операция — фронтовая наступательная операция войск правого крыла Белорусского фронта (с 24 февраля 1944 года 1-го Белорусского фронта — командующий генерал армии К. К. Рокоссовский), проведённая в период с 21 по 26 февраля 1944 года с целью разгрома основных сил немецкой 9 армии группы армий «Центр» (командующий генерал-фельдмаршал Э. Буш) в районе Новый Быхов, Жлобин, Рогачёв и создания благоприятных условий для наступления на Бобруйском направлении. В ходе Рогачёвско-Жлобинской операции советские войска нанесли серьёзное поражение противнику, ликвидировали его плацдарм на левом берегу Днепра (площадью до 400 км²), форсировали Днепр и захватили плацдарм (62 км по фронту и до 30 км в глубину) на его правом берегу, сыгравший большую роль в Бобруйской операции 1944 года.

## Подготовка
Немецкие войска (в полосе предстоящей операции оборонялись 6 пехотных дивизий 9-й армии генерала танковых войск Йозефа Харпе) занимали подготовленную оборону (2 оборонительные полосы). Рогачёв и Жлобин были превращены в сильные узлы сопротивления.
К Рогачёвско-Жлобинской операции привлекались 3-я армия, часть сил 50-й и 48-й армий, 16-я воздушная армия. Главная роль в операции отводилась 3-й армии (генерал-лейтенант А. В. Горбатов) в составе двух стрелковых корпусов (41-й и 80-й, объединявших 8 стрелковых дивизий), 4 артиллерийских полков резерва Главного Командования, танкового полка, которая форсировав по льду реку Днепр должна была ударом в обход Рогачёва с севера овладеть городом и в дальнейшем развивать наступление на Бобруйск.

## Ход операции
21 февраля в районе Рогачёва войска 3-й армии перешли в наступление. Успех советским войскам обеспечил неожиданный манёвр: атака была начата не после артиллерийской подготовки, а одновременно с ней. Когда был дан сигнал к артподготовке, советские части в темноте преодолели пойму Днепра, подошли к его правому обрывистому берегу и к началу активных боевых действий были уже в так называемом «мёртвом пространстве», недосягаемом огню противника.
К десяти часам утра передний край противника с двумя-тремя траншеями и несколькими населёнными пунктами на берегу реки почти всюду был занят советскими войсками. В некоторых местах они продвинулись на два-три километра. Особенно упорно противник дрался за село Кистени, превращённое в сильный опорный пункт с круговой обороной. За первый день боя был захвачен плацдарм в четырнадцать километров по фронту и до пяти километров в глубину. Но тактическая оборона противника из-за отставания артиллерии ещё не была прорвана.
Сводный отряд лыжников и 8-го отдельного штрафного батальона дошёл до Рогачёва и начал действовать по тылам противника. Юго-восточнее Старого Села лыжники перекрыли все дороги, идущие от Рогачёва на Мадору и Быхов, в том числе и железную дорогу Могилёв — Рогачёв, тем самым лишив немцев путей отхода и подтягивания резервов. Затем в течение пяти дней отряд громил немецкие тылы, уничтожая мелкие гарнизоны, устраивая засады на дорогах, уничтожая колонны войск, после чего соединился с наступавшими частями Красной Армии. За успешные действия отряда приказом командующего армией А. В. Горбатова была досрочно снята судимость со всех участвующих в рейде штрафников, хотя обычно так поступали только в отношении проливших кровь в бою.
На второй день наступления, 22 февраля, советские войска овладели населёнными пунктами Желиховка, Двойчаны, Осиновка, Александровка, Мадоры. У Старого Села 41-му стрелковому корпусу 3-й армии удалось установить связь со сводным лыжным отрядом. 22 февраля начали наступление левофланговые соединения 50-й армии.
На третий день наступления, 23 февраля, советские войска прорвали тактическую оборону противника. Части 80-го стрелкового корпуса из состава 50-й армии утром овладели станцией Тощица. 40-й и 41-й стрелковые корпуса 3-й армии вышли к реке Друть и на подступы к Рогачёву с северо-востока и юго-востока соответственно. 120-я гвардейская стрелковая дивизия 41-го корпуса завязала бой за город.
Командование группой армий «Центр» подтянуло к городу 5-ю танковую дивизию и часть сил 4-й танковой дивизии, из-под Витебска перебросило 20-ю танковую дивизию и 221-ю охранную дивизию. Войска 3-й армии, отразив контратаки противника, 24 февраля ночным штурмом освободили Рогачёв. 40-й стрелковый корпус захватил небольшой плацдарм за рекой Друть и удержал его. 41-й стрелковый корпус захватил два небольших плацдарма у Рогачёва, но в результате сильных контратак противника вынужден был их оставить. Войска армии южнее Рогачёва ликвидировали вражеский плацдарм на левом берегу Днепра и вышли на подступы к Жлобину.
50-я армия в ходе упорных боёв овладела небольшим плацдармом на своём левом фланге. 80-й стрелковый корпус вышел к Новому Быхову на западном берегу Днепра и, соединившись там с дивизией 50-й армии, вышел на рубеж Истопки, Горох, Долгий Лог, Красный Берег, повёл бой за Хомичи.
В тот же день в Москве был произведён салют в честь советских войск, освободивших город Рогачёв.
25 февраля, несмотря на решительные действия советских соединений, они понесли значительные потери, и не только не имели успеха, но и оставили южную окраину села Озераны. Сопротивление противника усилилось. И командующий армией, вечером на собранном совещании, после докладов начальников разведывательного и оперативного отделов и выводов начальника штаба принял решение перейти к прочной обороне на всём фронте. Но с этим решением не был согласен командующий фронтом К. К. Рокоссовский, который категорически требовал продолжать наступление на Бобруйск. Ставка согласилась с решением командующего 3-й армией, подтвердив его 26 февраля. Советские войска прекратили наступление и перешли к обороне.

## Итоги операции
Таким образом завершилась Рогачёвско-Жлобинская операция, проходившая с 21 по 26 февраля 1944 года. Советские войска форсировали Днепр, прорвали сильно укреплённую оборонительную полосу противника, захватили выгодный в оперативном отношении плацдарм размером 62 километра по фронту и до 30 километров в глубину. Советские войска очистили от противника плацдарм на восточном берегу Днепра (площадью до 400 км²). Освободили город Рогачёв, перерезали рокадную железнодорожную линию Жлобин — Могилёв, захватили плацдарм на реке Друть. Достигнутые успехи сыграли большую роль четыре месяца спустя, в ходе Бобруйской операции в июне 1944 года. В ходе боёв уничтожено свыше 8 000 вражеских солдат и офицеров, большое количество техники.
Численность войск Белорусского фронта к началу операции — 232 000 человек. Людские потери в операции: безвозвратные — 7164 человек (3,1 %), санитарные — 24 113 человек, всего — 31 277 человек, среднесуточные — 5213 человек.. За боевые отличия 13 соединений и частей получили почётные наименования «Рогачёвские».
Планы советского командования были рассчитаны на больший успех, Рокоссовский планировал продвижение до 75 километров и выход на ближние подступы к Бобруйску. Причина их невыполнения заключалась в недостатке боеприпасов (действия фронта тогда рассматривались как второстепенные, основные усилия Ставка прилагала для обеспечения войск, наступавших на Правобережной Украине), в сложных погодных условиях и тяжёлом для наступления рельефе местности, в отсутствии резервов для развития первоначального успеха).